# Labarna
Labarna o Tabarna fue el primer rey de Hatti. Gobernó durante la primera mitad del siglo XVII a. C.

## Primer rey hitita
Se considera a Labarna como el fundador de la monarquía hitita y primer soberano del Reino Antiguo, si bien su misma existencia ha sido cuestionada por los investigadores modernos.
Es posible que Labarna no fuese, de hecho, el primero de los reyes. Tomando información de las listas reales, algunos historiadores como Emil Forrer conjeturan la existencia de un tal Pu-Sarruma (quizás Hišmi-Šarruma), hijo de Tudhaliya, como su predecesor. Los hijos de Pu-Sarruma se rebelaron contra su padre, por lo cual este designó como sucesor a su yerno, Labarna. Muerto el rey uno de sus hijos, Papahdilmah, disputó el trono con Labarna pero fue derrotado.

## Reinado
Es poco lo que se conoce del reinado de Labarna, siendo el Edicto de Telepinu la principal fuente al respecto. En el mencionado documento se lee que el rey «… ha abrumado a sus enemigos y establecido sus fronteras en el mar», lo que puede significar que llevó sus conquistas hasta el mar Mediterráneo por el sur y el mar Negro en el norte. Estas campañas sentaron las bases del Imperio hitita.
También se sabe que instaló a sus hijos como gobernadores de varias ciudades, entre las cuales se mencionan Tuwanuwa, Hupisna, Landa y Lusna.

## Labarna como título real
El prestigio de Labarna hizo que su nombre, a semejanza de lo que sucedería con el de césar entre los romanos, se convirtiese en un título ostentado por el gran rey de Hatti.
El consenso académico, no obstante, considera que labarna es, en realidad, un epíteto relacionado con el adjetivo luvita tapar (poderoso), por lo cual su significado sería el que es poderoso o el gobernante. Esto implica que Labarna sería, ya entonces, un nombre real antes que uno personal. Dada la falta de referencias contemporáneas, y el hecho de que su nieto y sucesor Hattusili también porte el título, se ha propuesto que Labarna y él fueron el mismo monarca y que los historiadores hititas posteriores los confundieron.
La ya mencionada variante del nombre, tabarna, aparece también en textos hattianos, hurritas y acadios.